# Ajude
Ajude est une freguesia (paroisse civile) du Portugal, rattachée au concelho (municipalité) de Póvoa de Lanhoso et située dans le district de Braga et la région Nord.
Depuis 2013, Ajude fait partie de l'union des freguesias de Verim, Friande et Ajude.